# Arroz poblano
El arroz poblano es un plato mexicano hecho con arroz, en el que su color verde proviene de una preparación líquida de chile poblano.
El líquido verde se hace moliendo chile poblano asado con cebolla, cilantro, ajo y un poco de agua. El arroz blanco se fríe en aceite, después se añade el líquido, así como granos de maíz amarillo, pequeñas tiras de chile y sal. El arroz se cuece a fuego lento hasta que esté tierno.